# Sasunaga oenistis
Sasunaga oenistis är en fjärilsart som beskrevs av George Francis Hampson 1908. Sasunaga oenistis ingår i släktet Sasunaga och familjen nattflyn. Inga underarter finns listade.